# Ryszard Grobelny
Ryszard Grobelny (ur. 17 kwietnia 1963 w Poznaniu) – polski polityk, ekonomista i samorządowiec, prezydent Poznania w latach 1998–2014.

## Życiorys
Absolwent VIII Liceum Ogólnokształcącego im. Adama Mickiewicza w Poznaniu. W 1987 ukończył studia z zakresu planowania i finansów gospodarki narodowej na Akademii Ekonomicznej w Poznaniu. Temat jego pracy magisterskiej, obronionej z wyróżnieniem, brzmiał Samodzielność rad narodowych stopnia podstawowego w planowaniu terytorialnym. Analiza przepisów prawa i działalności praktycznej wybranych miast i gmin województwa poznańskiego. Następnie podjął pracę naukową na Uniwersytecie im. Adama Mickiewicza. Podczas pracy na UAM przez pewien czas pełnił funkcję opiekuna wspierającego Akademickiego Koła Naukowego Gospodarki Przestrzennej. Jako osoby, które wywarły istotny wpływ na jego edukację i pracę naukową, wskazywał profesorów Lucynę Wojtasiewicz i Jerzego Paryska.
W 1989 zapisał się do NSZZ „Solidarność”. W 1990 uzyskał mandat radnego poznańskiej rady miasta, zasiadał w niej do 2002 przez trzy kolejne kadencje. W 1991 współtworzył poznańskie struktury Kongresu Liberalno-Demokratycznego, a w 1994 z tym ugrupowaniem dołączył do Unii Wolności. Bez powodzenia startował w wyborach parlamentarnych w 1991 z listy KLD.
W 1992 wszedł w skład zarządu miasta. Od połowy lat 90. do 2016 był członkiem rady nadzorczej Międzynarodowych Targów Poznańskich. W 1994 wybrany został na radnego Poznania z listy centrowego ugrupowania Samorządna Wielkopolska, związanego z Unią Wolności i Wojciechem Szczęsnym Kaczmarkiem. Z ramienia tej formacji został wybrany również w 1998. 14 grudnia 1998 rada miasta III kadencji wybrała go na urząd prezydenta Poznania. W 2002, gdy wprowadzono wybory bezpośrednie na to stanowisko, startował jako kandydat Platformy Obywatelskiej. Zwyciężył w II turze, wygrywając ze swoim poprzednikiem na tym stanowisku, Wojciechem Szczęsnym Kaczmarkiem, uzyskując poparcie 65,81% głosujących. W 2003 objął funkcję prezesa Związku Miast Polskich, zastępując Piotra Uszoka i pełniąc ją do 2015. W 2005 zakazał organizacji w Poznaniu Marszu Równości. Decyzję tę oraz utrzymującą ją decyzję wojewody wielkopolskiego Andrzeja Nowakowskiego Wojewódzki Sąd Administracyjny w Poznaniu uchylił jako niezgodne z obowiązującymi przepisami prawa polskiego i międzynarodowego.
W wyborach w 2006 Ryszard Grobelny postanowił ubiegać się o trzecią kadencję jako kandydat niezależny. W drugiej turze wygrał z kandydatką Platformy Obywatelskiej Marią Pasło-Wiśniewską, otrzymując 58,83% głosów.
W marcu 2010 wstąpił do Platformy Obywatelskiej. Pół roku później zawiesił członkostwo w PO, gdy nie uzyskał rekomendacji partii w wyborach na prezydenta Poznania. 5 grudnia 2010 uzyskał reelekcję na urząd prezydenta Poznania.
W 2014 zainicjował powstanie KWW Ryszarda Grobelnego Teraz Wielkopolska, który uzyskał dwa mandaty w sejmiku wielkopolskim V kadencji (jeden z nich przypadł jemu samemu). Z ramienia tego samego komitetu ponownie wystartował na prezydenta Poznania, przechodząc do drugiej tury. W głosowaniu z 30 listopada 2014 przegrał z Jackiem Jaśkowiakiem z Platformy Obywatelskiej, otrzymując 40,9% głosów ważnych. W 2018 kandydował na radnego Poznania z listy KWW Jarosława Pucka Dobro Miasta, który nie uzyskał mandatów.

## Postępowania sądowe
Ryszard Grobelny został oskarżony o niegospodarność przy tworzeniu spółki „Kupiec Poznański” z udziałem miasta w drugiej połowie lat 90., na czym Poznań miał stracić kilkanaście milionów złotych. W listopadzie 2006 Sąd Okręgowy w Poznaniu prawomocnie uniewinnił go od popełnienia tego czynu.
W drugim procesie karnym, który rozpoczął się przed Sądem Okręgowym w Poznaniu również w listopadzie 2006, prokurator oskarżył m.in. Ryszarda Grobelnego. Oskarżono go w nim o narażenie miasta na straty w wysokości ponad siedmiu milionów złotych w związku z tzw. sprawą Kulczykparku. 5 marca 2008 prezydent Poznania został uznany za winnego i skazany na karę pozbawienia wolności z warunkowym zawieszeniem jej wykonania. 27 listopada 2008 Sąd Apelacyjny w Poznaniu, uwzględniając apelację oskarżonego, uchylił ten wyrok i sprawę przekazał do ponownego rozpoznania w sądzie pierwszej instancji. W ponownym procesie Sąd Okręgowy w Poznaniu Ryszarda Grobelnego uniewinnił.

## Odznaczenia i wyróżnienia
Ordery i odznaczenia państwowe
- Krzyż Kawalerski Orderu Odrodzenia Polski (2010)[16]
- Złoty Krzyż Zasługi (2005)[17]
- Odznaka honorowa „Za zasługi dla województwa wielkopolskiego” (2009)[18]
- Złota Odznaka „Zasłużony dla Ochrony Przeciwpożarowej” (2010)[19]
- Odznaka Honorowa za Zasługi dla Samorządu Terytorialnego (2015)[20]
- Krzyż Oficerski Orderu Zasługi Republiki Węgierskiej (2012)[21]
- Kawaler Orderu Oranje-Nassau (2014)[22]

Nagrody i wyróżnienia
- Róża Franciszki Cegielskiej za osiągnięcia w budowie samorządu terytorialnego (2010)[23]
- Tytuł „Najlepszy prezydent miasta” w ramach konkursu organizowanego przez „Dziennik Gazetę Prawną” (2013)[24]

## Życie prywatne
Syn Władysława i Krystyny. Żonaty z dziennikarką Ewą Siwicką. Mają dwoje dzieci: córkę Karolinę i syna Pawła. Uprawia biegi, startował w maratonach (po raz pierwszy 5 października 2003 w IV Maratonie Poznańskim).